# 熟田村
熟田村（にいたむら）は栃木県の中東部、塩谷郡に属していた村である。

## 地理
- 河川：荒川、井沼川

## 歴史
- 1889年（明治22年）4月1日 - 町村制施行により、塩谷郡飯室村・上野村・柿木沢村・鍛冶沢村・狭間田村・伏久村・文挟村・松山村・柿木沢新田・松山新田・箱森新田の区域をもって熟田村が成立。
- 1954年（昭和29年）3月31日 - 氏家町と北高根沢村へ分割編入。飯室・伏久・文挟は北高根沢村へ、その他の区域は氏家町へ編入する。同日熟田村廃止。

## 行政
- 熟田村長

| 代 | 氏名         | 就任                      | 退任                      | 備考 |
| -- | ------------ | ------------------------- | ------------------------- | ---- |
| 1  | 阿見良作     | 1889年（明治22年）5月10日 | 1893年（明治26年）5月9日  |      |
| 2  | 坂本将作     | 1893年（明治26年）5月16日 | 1894年（明治27年）3月23日 |      |
| 3  | 鈴木良一     | 1894年（明治27年）3月30日 | 1896年（明治29年）8月12日 |      |
| 4  | 鈴木新       | 1896年（明治29年）8月24日 | 1900年（明治33年）8月23日 |      |
| 5  | 増形与左衛門 | 1900年（明治33年）8月24日 | 1903年（明治36年）3月25日 |      |
| 6  | 柄木田午吉   | 1903年（明治36年）5月15日 | 1903年（明治36年）8月6日  |      |
| 7  | 塚原貞一郎   | 1903年（明治36年）8月7日  | 1905年（明治38年）2月26日 |      |
| 8  | 小野敏夫     | 1905年（明治38年）2月27日 | 1909年（明治42年）2月26日 |      |
| 9  | 小野敏夫     | 1909年（明治42年）3月11日 | 1911年（明治44年）3月9日  |      |
| 10 | 大谷角次     | 1911年（明治44年）4月17日 | 1913年（大正2年）11月10日 |      |
| 11 | 塚原貞一郎   | 1914年（大正3年）1月26日  | 1916年（大正5年）1月19日  |      |
| 12 | 鈴木新       | 1916年（大正5年）3月6日   | 1920年（大正9年）3月5日   |      |
| 13 | 鈴木新       | 1920年（大正9年）3月6日   | 1923年（大正12年）3月5日  |      |
| 14 | 鈴木新       | 1923年（大正12年）3月6日  | 1923年（大正12年）3月27日 |      |
| 15 | 小野勘一郎   | 1923年（大正12年）4月27日 | 1926年（大正15年）3月18日 |      |
| 16 | 鈴木峯三郎   | 1926年（大正15年）5月18日 | 1930年（昭和5年）5月17日  |      |
| 17 | 鈴木峯三郎   | 1930年（昭和5年）5月18日  | 1931年（昭和6年）3月31日  |      |
| 18 | 植木圭一郎   | 1931年（昭和6年）6月1日   | 1935年（昭和10年）5月31日 |      |
| 19 | 青木義雄     | 1935年（昭和10年）9月19日 | 1939年（昭和14年）4月27日 |      |
| 20 | 大谷忠       | 1939年（昭和14年）6月16日 | 1940年（昭和15年）5月31日 |      |
| 21 | 鈴木寿       | 1940年（昭和15年）7月6日  | 1944年（昭和19年）7月5日  |      |
| 22 | 鈴木寿       | 1944年（昭和19年）7月6日  | 1945年（昭和20年）7月27日 |      |
| 23 | 野中長富     | 1945年（昭和20年）7月28日 | 1947年（昭和22年）1月31日 |      |
| 24 | 増形監物     | 1947年（昭和22年）2月1日  | 1947年（昭和22年）4月4日  |      |
| 25 | 増形監物     | 1947年（昭和22年）4月5日  | 1951年（昭和26年）4月6日  |      |
| 26 | 増形監物     | 1951年（昭和26年）4月23日 | 1954年（昭和29年）3月30日 |      |

出典:『栃木県町村合併誌 第一巻』, p. 217-218

## 交通

### 鉄道
- 日本国有鉄道（現：東日本旅客鉄道）
  - 烏山線：仁井田駅